# Sergey Shemyakin
Sergey Shemyakin, né le 31 août 1995 à Chimkent, est un coureur cycliste kazakh.

## Biographie
En 2013, lors de sa deuxième saison junior, il finit 12e du Tour d'Istrie, épreuve de la coupe du monde juniors. Il prend la troisième place du championnat du Kazakhstan sur route juniors. En fin de saison, il termine dixième du Giro di Basilicata et neuvième du championnat du monde sur route juniors.

## Palmarès
- 2013[1]
  - 3e du championnat du Kazakhstan sur route juniors
  - 9e du championnat du monde sur route juniors